# Habroscopa
Habroscopa is een geslacht van vlinders van de familie sikkelmotten (Oecophoridae), uit de onderfamilie Oecophorinae.

## Soorten
- H. dictyosema Turner, 1946
- H. iriodes (Meyrick, 1884)